# Дарио (Падова)
Дарио је насеље у Италији у округу Падова, региону Венето.
Према процени из 2011. године у насељу је живело 51 становника. Насеље се налази на надморској висини од 25 м.